# Femap
Femap（Finite Element Modeling And Postprocessing）是由西门子公司提供的一款工程分析软件，主要用于创建复杂工程结构的有限元模型（即前处理）以及用于查看求解结果（即后处理）。在微软的Windows下运行，提供CAD导入、建模和网格划分工具，用于创建有限元模型。用户也可以其后处理功能解释有限元分析结果。
可用于复杂产品或系统建模，如卫星、飞行器、国防电子科技、重型建筑装备、起重机等。